# Aïn Taya
Ain Taya là một đô thị thuộc tỉnh Alger, Algérie. Dân số thời điểm năm 2002 là 29.515 người.